# Rivière Santa Cruz (Arizona)
La rivière Santa Cruz (anglais : Santa Cruz River) est une rivière du sud de l'Arizona et de l'extrémité nord du Mexique.

## Historique
De 296 km de longueur
La rivière est théoriquement un affluent de la rivière Gila, elle-même un affluent du fleuve Colorado. Néanmoins, à la suite du pompage intensif d'eau que ce soit pour l'agriculture ou pour la consommation humaine, la rivière est totalement asséchée depuis plusieurs années avant même d'atteindre la rivière Gila. Au niveau de Tucson, la rivière n'est présente qu'en cas de pluies très importantes ce qui reste très rare dans cette région semi-désertique.

## Tracé
La rivière prend sa source dans le sud de l'Arizona près de la localité de Patagonia entre les Canelo Hills et les Patagonia Mountains (en). La rivière se dirige ensuite vers le sud où elle rejoint rapidement le Mexique. Après avoir parcouru une petite distance vers l'ouest, elle se redirige à nouveau vers le nord pour rentrer aux États-Unis près de la localité de Nogales. Elle continue sa course vers le nord et le nord-ouest en passant par l'importante ville de Tucson. C'est plus au nord qu'elle rejoint la rivière Gila lorsque son lit n'est pas asséché.